# Попов, Геннадий Петрович
Генна́дий Петро́вич Попо́в (1917—1976) — советский юрист-правовед. Заслуженный работник МВД СССР. Участник Великой Отечественной войны. Герой Советского Союза (1945). Подполковник внутренних войск.

## Биография
Родился 7 ноября 1917 года в губернском городе Уфе Российской Республики в семье служащих. Русский. С ранних лет с родителями жил в городе Аше.
По окончании средней школы в 1935 году уехал в Свердловск, где окончил Свердловский техникум физической культуры.
В ряды Рабоче-крестьянской Красной Армии призван в ноябре 1938 года. Срочную службу начал краснофлотцем в составе 66-го отдельного отряда дымомаскировки и дегазации сначала Днепровской, затем Пинской военных флотилий.
В боях с немецко-фашистскими захватчиками старшина 1-й статьи Г. П. Попов с июня 1941 года. В первые месяцы Великой Отечественной войны участвовал в обороне переправ через реку Днепр. После расформирования флотилии его перевели на службу в Вологодский флотский полуэкипаж, где он занимался военной подготовкой новобранцев. В сентябре 1943 года Днепровская военная флотилия была сформирована заново из части кораблей Волжской военной флотилии. Зимой 1944 года главный старшина Г. П. Попов был переведён во вновь сформированный по штату флотилии 66-й отдельный отряд дымомаскировки и дегазации. Весной 1944 года флотилия приступила к боевым действиям на Днепре, Припяти и Березине. В её задачи входила артиллерийская поддержка наступающих вдоль берегов рек стрелковых подразделений и их снабжение, высадка тактических десантов в тылу противника, содействие сухопутным войскам в форсировании водных преград, защита переправ. Особенно ярким отрезком боевого пути флотилии стало её участие в Белорусской стратегической операции летом 1944 года.
Первоначально 66-й отдельный отряд дымомаскировки и дегазации являлся вспомогательным соединением. Его превращение в элитный отряд разведки флотилии нашёл отражение в мемуарах командующего Днепровской военной флотилии вице-адмирала В. В. Григорьева. Вспоминая события лета 1944 года, Виссарион Виссарионович писал:

После Здудичей…ещё более очевидной стала необходимость иметь на флотилии хотя бы небольшое подразделение морской пехоты — свой десантный отряд. Будь он у нас, можно было бы думать не просто о разрушении, а о захвате переправы, с тем чтобы удержать её под прикрытием огня кораблей до подхода сухопутных войск, которым она пригодилась бы. Теперь об этом думалось уже в связи с предстоящими действиями на Припяти. Надо сказать, что ещё недели за две до перехода в наступление мы с членом Военного совета, перебирая в мыслях вспомогательные службы, наметили там, на Припяти, одно подразделение как возможный десантный резерв, пока флотилии не дадут на морских пехотинцев официальный штат. Это был приданный 2-й бригаде кораблей 66-й отдельный отряд дымомаскировки и дегазации, насчитывавший, правда, всего 33 краснофлотца и сержанта. С дымомаскировкой можно было, в конце концов, обойтись и без них, а заниматься дегазацией, мы надеялись, не понадобится.
— Григорьев В. В. И корабли штурмовали Берлин.
В рамках операции «Багратион» в составе отряда главный старшина Г. П. Попов в качестве помощника командира отряда и командира отряда принимал участие в пяти десантных операции флотилии: Скрыгаловском, Петриковском, Боркинском, Дорошевичинском и Пинском десантах. В ходе речного десанта в районе сёл Скрыгалово и Конковичи в ночь на 29 июня 1944 года, в бою за деревню Скрыгалов Геннадий Петрович непрерывно под огнём противника вёл разведку, выявляя огневые точки противника, и по радио корректировал огонь корабельной артиллерии. Когда подавить вражескую точку не удавалось, он с группой бойцов, прокладывая дорогу автоматом и гранатами, прорывался к вражеским ДЗОТам и уничтожал их вместе с засевшими в них немецкими солдатами. Всего группой Попова в этом бою было уничтожено 7 вражеских ДЗОТов. Противник был выбит из деревни, но отступая, немцы подожгли склад с боеприпасами. Главный старшина Г. П. Попов своевременно организовал тушение пожара, в результате чего склад был захвачен десантниками в качестве трофея. 29 июня 1944 года Геннадий Петрович участвовал в боях за город Петриков, в ходе которых десантные корабли флотилии прорвались в центральные районы города и высадили десанты на пристани и прилегающих районах. Десант отвлёк на себя внимание немецкого гарнизона, что облегчило освобождение города подразделениями 61-й армии.
Следующим крупным пунктом обороны немцев на пути Красной Армии были Дорошевичи. Деревня была сильно укреплена, а её гарнизон состоял из двух батальонов пехоты и нескольких танков. Чтобы избежать ненужных потерь, командованием было принято решение о проведении силами Днепровской военной флотилии и 51-й стрелковой дивизии 61-й армии Дорошевичинской десантной операции. Согласно плану отряд разведчиков флотилии под командованием младшего лейтенанта Н. П. Чалого высадился в 5 километрах от деревни и в назначенное время завязал бой на её восточной окраине. В это время основные силы десанта высадились непосредственно в селе. В ходе боя отряд Чалого отразил несколько контратак противника, после чего сам перешёл в наступление. Когда смертью храбрых погиб командир отряда, главный старшина Г. П. Попов принял командование отрядом на себя. Руководить подразделением Геннадий Петрович продолжал и в последующих десантных операциях флотилии в Белоруссии. Отряд под командованием Попова не только сумел прорвать вражескую оборону, уничтожив более 60 солдат и офицеров противника и 4 танка, но и оказал помощь основным силам десанта, нанеся неожиданный для противника фланговый удар. К 11 часам дня населённый пункт был полностью очищен от противника.
В Пинском десанте отряд главстаршины Попова, состоявший из 30 краснофлотцев, вновь действовал в качестве штурмового авангарда. В ночь на 11 июля 1944 года первыми высадившись на берег в городской черте, морпехи обеспечили высадку основных сил десанта. Продвигаясь в направлении центра города, десантники подавляли узлы сопротивления противника. Отделение сержанта А. Н. Столярова ликвидировало двухамбразурный ДЗОТ, ещё один ДЗОТ захватил старшина 2-й статьи В. Г. Канареев с двумя краснофлотцами. Чуть позже Канареев с бойцами закидал гранатами местный кинотеатр, в котором немцы проводили ночное собрание. Появление десантников в центре Пинска вызвало в городе сильный переполох, который граничил с паникой. Но к утру немцы пришли в себя и бросили на ликвидацию десанта все имевшиеся в городе силы. Отряд Г. П. Попова в течение двух суток сражался на изолированном плацдарме, отразив 16 атак превосходящих сил противника, которые поддерживали танки и САУ. В паузах между атаками главстаршина Попов со своими бойцами неоднократно совершал вылазки в расположение неприятеля, в ходе которых десантники уничтожили 4 ДЗОТа и 2 пулемётные точки. Когда на соседнем участке враг сумел потеснить десантников и прижать их к реке, Геннадий Петрович, оценив обстановку, с большей частью своего отряда пробрался в тыл наступающих немцев и неожиданной атакой вызвал панику в их рядах и заставил отступить на исходные позиции. В этом бою он лично уничтожил 15 немецких солдат. На рассвете 14 июля 1944 года 397-я стрелковая дивизия 61-й армии ворвалась в Пинск и соединилась с десантом. К 6 часам утра немцы спешно оставили город. Отряд Г. П. Попова, в ожесточённых боях сковавший крупные силы противника, потерь в своём составе не имел. За образцовое выполнение боевых заданий командования на фронте борьбы с немецкими захватчиками и проявленные при этом отвагу и геройство главному старшине Попову Геннадию Петровичу указом Президиума Верховного Совета СССР от 7 марта 1945 года было присвоено звание Героя Советского Союза.
После освобождения Белоруссии от немецко-фашистских захватчиков корабли Днепровской военной флотилии в сентябре 1944 года были переброшены по железной дороге в Польшу и на участке между железнодорожными станциями Малкиня-Гурна — Треблинка спущены в Западный Буг. Преодолев 90 километров бугских перекатов, флотилия сосредоточилась на реке Висла вблизи Варшавы. Здесь в штаты флотилии была включена отдельная рота берегового сопровождения кораблей. Отряд разведки Г. П. Попова был расформирован, а его бойцы распределены по взводам роты. Осенью 1944 года Геннадий Петрович участвовал в боях на Висле, а зимой 1945 года после вскрытия реки ото льда — в Висло-Одерской операции. В ходе Берлинской наступательной операции подразделения флотилии обеспечивали форсирование реки Одер подразделениями 234-й стрелковой дивизии в районе города Шведт. После взятия Берлина корабли флотилии были направлены в Померанскую бухту, где оказывали содействие войскам в обследовании побережья и островов, обезвреживании оставленных немцами мин и фугасов, охране складов с боеприпасами. Уже после капитуляции Германии тральщики флотилии осуществляли снятие донных мин в Померанской бухте.
В ноябре 1945 года демобилизован. Вернувшись в Свердловск, некоторое время работал старшим инспектором областного комитета по делам физической культуры и спорта.
Окончив в 1949 году Свердловскую юридическую школу, до 1953 года работал в органах прокуратуры, занимая последовательно должности прокурора отдела по надзору за местами заключения, народного следователя, помощника прокурора Кагановичского (ныне Железнодорожного) района Свердловска. Был также заместителем председателя исполкома Совета депутатов трудящихся Кагановичского района города Свердловска.
После окончания в 1953 году Свердловского юридического института работал оперуполномоченным оперативного отдела Управления исправительно-трудовых учреждений УВД Свердловского облисполкома.
С 1957 года Геннадий Петрович служил в должности старшего помощника начальника штаба дивизии Внутренних войск МВД СССР.
24 июня 1976 года Г. П. Попов скончался. Похоронен на Широкореченском кладбище города Екатеринбурга.

## Награды и звания
- Медаль «Золотая Звезда» (07.03.1945);
- орден Ленина (07.03.1945);
- орден «За службу Родине в Вооружённых Силах СССР 3-й степени»;
- медали.
- Заслуженный работник МВД СССР.

## Память
- Мемориальная доска в честь Герой Советского Союза Г. П. Попова установлена в Екатеринбурге по адресу: ул. Мельковская, 9.

## Документы
- Общедоступный электронный банк документов «Подвиг Народа в Великой Отечественной войне 1941—1945 гг.» Дата обращения: 19 ноября 2012. Архивировано из оригинала 13 марта 2012 года.

Представление к званию Героя Советского Союза. Дата обращения: 19 ноября 2012. Архивировано 9 января 2013 года.